# NGC 13
NGC 13 je spiralna galaksija v ozvezdju Andromede. Njen navidezni sij je 14,01m. Od Sonca je oddaljena približno 62,2 milijonov parsekov, oziroma 202,87 milijona svetlobnih let.
Galaksijo je odkril William Herschel 26. novembra 1790.